# 天主教基桑加尼總教區
天主教基桑加尼總教區（拉丁語：Archidioecesis Kisanganiensis）是羅馬天主教以剛果民主共和國一個教省總教區，下轄八個教區。
總教區包括東方省中南部以及馬涅馬省北部。1997年有教友575,020人，佔轄區總人口45.5%。教區下轄卅九個堂區，有九十一名司鐸。現任教區總主教為马塞尔·乌坦比·塔帕。
1904年3月18日成立斯坦利福爾斯宗座監牧區。1908年3月10日升為宗座代牧區。1959年11月10日升為總教區。1966年5月30日易名至今。